# Campeonato Mundial de Esquí Acrobático de 1989
El II Campeonato Mundial de Esquí Acrobático se celebró en la localidad alpina de Oberjoch (RFA) entre el 1 y el 5 de marzo de 1989 bajo la organización de la Federación Internacional de Esquí (FIS) y la Federación Alemana de Esquí.

## Medallistas

### Masculino
| Evento              | Oro                               | Plata                                | Bronce                             |
| ------------------- | --------------------------------- | ------------------------------------ | ---------------------------------- |
| Baches (03.03)      | Edgar Grospiron Francia           | Jürg Biner · Suiza ·                 | Éric Berthon Francia               |
| Acrobacias (01.03)  | Hermann Reitberger RFA 26,44 pts. | Lane Spina Estados Unidos 26,39 pts. | Dave Walker · Canadá · 25,75 pts.  |
| Salto aéreo (05.03) | Lloyd Langlois · Canadá · 358,82  | Didier Méda Francia 352,29           | Philippe LaRoche · Canadá · 334,89 |
| Combinada (05.03)   | Chris Simboli · Canadá · 37,00    | Scott Ogren Estados Unidos 48,00     | Martí Herrero · España · 103,00    |

### Femenino
| Evento              | Oro                                  | Plata                               | Bronce                                |
| ------------------- | ------------------------------------ | ----------------------------------- | ------------------------------------- |
| Baches (03.03)      | Raphaëlle Monod Francia              | Donna Weinbrecht Estados Unidos     | Tatjana Mittermayer RFA               |
| Acrobacias (01.03)  | Jan Bucher Estados Unidos 26,69 pts. | Conny Kissling · Suiza · 26,39 pts. | Lucie Barma · Canadá · 23,69 pts.     |
| Salto aéreo (05.03) | Catherine Lombard Francia 247,80     | Sonja Reichart RFA 230,66           | Melanie Palenik Estados Unidos 208,62 |
| Combinada (05.03)   | Melanie Palenik Estados Unidos 23,00 | Conny Kissling · Suiza · 35,00      | Meredith Gardner · Canadá · 38,00     |

## Medallero
| Núm. | País           | Oro | Plata | Bronce | Total |
| ---- | -------------- | --- | ----- | ------ | ----- |
| 1    | Francia        | 3   | 1     | 1      | 5     |
| 2    | Estados Unidos | 2   | 3     | 1      | 6     |
| 3    | Canadá         | 2   | 0     | 4      | 6     |
| 4    | RFA            | 1   | 1     | 1      | 3     |
| 5    | Suiza          | 0   | 3     | 0      | 3     |
| 6    | España         | 0   | 0     | 1      | 1     |
|      | TOTAL          | 8   | 8     | 8      | 24    |